# Guia de Recolhimento de Receitas da União
A Guia de Recolhimento de Receitas da União ou simplesmente Guia de Recolhimento da União (cuja sigla é GRU) é o documento para o Tributo unificado existente no Brasil com o objetivo de facilitar a cobrança de serviços públicos, e de atender o disposto no Art. 98, da Lei nº 10.707, de 30.07.2003 – LDO e na meta nº 04, da STN/COFIN, constante da Portaria MF nº 250, de 30.04.03.
Com a Guia, deverão ser recolhidas as taxas (custas judiciais, emissão de passaporte etc.), aluguéis de imóveis públicos, serviços administrativos e educacionais (inscrição de vestibular/concursos, expedição de certificados), receitas de multas (da Polícia Rodoviária Federal, do Código Eleitoral, do Serviço Militar), etc., exceto os tributos e contribuições que são recolhidos por meio do Documento de Arrecadação de Receitas Federais – DARF e da Guia de Previdência Social – GPS).